# The Unforgiving
The Unforgiving é o quinto álbum de estúdio da banda holandesa de metal sinfônico Within Temptation. É um álbum conceitual como parte de um projeto de narrativa transmídia que acompanhou o lançamento de três curtas-metragens e uma série de seis histórias em quadrinhos. O álbum seguiu o padrão da banda de incorporar novos elementos musicais a cada lançamento, desta vez marcando um grande ponto de transição para a banda e apresentando mais influências dos anos 80.
Liricamente, a banda focou em contar uma história com personagens específicos, presentes também nos filmes e histórias em quadrinhos. O primeiro single, "Faster", foi lançado 21 de Janeiro de 2011.

## Promoção
No dia 15 de Dezembro de 2010, a banda lançou "Where Is The Edge" na internet, junto com um vídeo contendo imagens do filme Me & Mrs. Jones. A banda também anunciou que uma série de quadrinhos com o mesmo nome do álbum, chamado de The Unforgiving, seriam lançados, acompanhado de 3 curtas-metragem, no qual, juntando álbum, quadrihnos e curtas, contariam a história da personagem principal, Sinéad.
Um trailer do álbum, contendo um clipe da música "In the Middle of the Night", foi lançado em 17 de Janeiro de 2011.
No dia 21 de Janeiro, o primeiro single, "Faster", foi mundialmente lançado nas rádios. Seu videoclipe foi lançado em 31 de Janeiro, junto com o primeiro curta-metragem, Mother Maiden.
No dia 3 de Fevereiro, a primeira revisão do álbum foi publicada por um jornalista voluntário, em seu blog.
Nos dias 7 e 8 de Fevereiro, a banda foi à Paris para promover o novo álbum na França. Uma primeira entrevista com Sharon foi publicada no site Metal-Ways.com (em inglês).

## Faixas
| #  | Título                       | Duração |
| -- | ---------------------------- | ------- |
| 1  | "Why Not Me"                 | 0:34    |
| 2  | "Shot In The Dark            | 5:05    |
| 3  | "In The Middle Of The Night" | 5:11    |
| 4  | "Faster"                     | 4:23    |
| 5  | "Fire and Ice"               | 3:57    |
| 6  | "Iron"                       | 5:41    |
| 7  | "Where Is The Edge"          | 3:59    |
| 8  | "Sinéad"                     | 4:23    |
| 9  | "Lost"                       | 5:14    |
| 10 | "Murder"                     | 4:16    |
| 11 | "A Demon's Fate"             | 5:30    |
| 12 | "Stairway To The Skies"      | 5:32    |

## Recepção
Revisões dos críticos foram predominantemente positivas, com aclamação particular para a voz de Sharon e a capacidade da banda de sempre inovar. A revista Metalholic deu a nota de 9.5 em 10, dizendo que o álbum é um "espetáculo, grande em alcance e épico em som e estilo" e sem "músicas cansativas", onde sua única crítica foi no tempo em que o álbum demorou para ser lançado.
A revista inglesa de punk, rock e metal, The Big Cheeese, deu uma nota de 5 em 5, marcando que "cada música é gloriosa e a vocalista Sharon den Adel é a verdadeira estrela desse espetacular show".

## Formação
- Sharon den Adel - vocais
- Robert Westerholt - guitarras
- Ruud Jolie - guitarras
- Martijn Spierenburg - teclados
- Jeron Van Veen - baixo